# Seoce (Leposavić)
Pour les articles homonymes, voir Seoce.
Seoce en serbe latin et Seoc en albanais (en serbe cyrillique : Сеоце) est une localité du Kosovo située dans la commune/municipalité de Leposavić/Leposaviq, district de Mitrovicë/Kosovska Mitrovica. Selon des estimations de 2009 comptabilisées pour le recensement kosovar de 2011, elle compte 6 habitants, dont une majorité de Serbes.

## Géographie
Seoce/Seoc est situé à 10 km au sud-ouest de Leposavić/Leposaviq, sur la rive gauche de la rivière Ibar.

## Démographie

### Évolution historique de la population dans la localité
| 1948 | 1953 | 1961 | 1971 | 1981 | 1991 | 2009 |
| ---- | ---- | ---- | ---- | ---- | ---- | ---- |
| 79   | 92   | 85   | 68   | 38   | 25   | 6    |

|  |